# Enigmail
Enigmailは、Mozilla ThunderbirdおよびPostboxにおいて、OpenPGPに基づいてメッセージの暗号化・署名を行うための拡張機能。EnigmailとGNU Privacy Guardは共に、オープンソースかつ自由ソフトウェアである。
Enigmailは2001年にRamalingam Saravananによって開発が開始され、2003年にPatrick Brunschwigに引き継がれた。2009年にバージョン1.0が正式にリリースされた。

## 概要
Enigmailは、Microsoft Windows、Unix系OS、Mac OS上で動作する。暗号化・署名機能はGNU Privacy Guardによって提供されるため、Enigmail単体では動作しない。EnigmailはS/MIMEによる暗号化・署名には不要である。また、さらに送受信経路の秘匿化まで行う場合は、併せてTorBirdyも用いる。
EnigmailとThunderbirdの組み合わせは、OpenPGPによる暗号化において最も広く利用されている。Thunderbird 78からはEnigmailが使えなくなるため、Thunderbird 68までの対応である(代替としてThunderbird 78からはThunderbirdにOpenPGPが統合される)。
Enigmail 2.0.8まではSeaMonkeyにも対応していたが、2.0.9から外された。
Enigmail 2.1.3からはPostboxにも対応している。